# الخطوط الجوية المتحدة الرحلة 175

مسار الرحلة من بوسطن إلى نيويورك

الرحلة 175 على متن الخطوط الجوية المتحدة، هي رحلة ركاب محلية جدولت لتنطلق من مطار لوجان الدولي في بوسطن، ماساتشوستس إلى مطار لوس أنجلوس الدولي في لوس أنجلوس، كاليفورنيا. اختطف خمسة من إرهابيي تنظيم القاعدة طائرة بوينغ 767 أُثناء تحليقها وفق مسارها في 11 سبتمبر من عام 2001، وحُطمت عمداً من خلال اصطدامها بالبرج الجنوبي لمركز التجارة العالمي في مدينة نيويورك، ما أسفر عن مقتل جميع الأشخاص على متنها والبالغ عددهم 65 شخصًا بالإضافة إلى وفاة عدد غير مؤكد من الأشخاص في المنطقة المتأثرة من المبنى.
اقتحم الخاطفون قمرة القيادة بالقوة وتغلبوا على الطيار والمساعد الأول بعد نحو نصف ساعة من بدء الرحلة، ما سمح للخاطف الرئيسي والطيار المدرب مروان الشحي بتولي زمام الأمور. كان جهاز الإرسال والاستقبال للطائرة مرئيًا على رادار مركز نيويورك -على عكس الرحلة 11 على متن الخطوط الجوية الأمريكية التي أُوقف تشغيل جهاز الإرسال والاستقبال الخاص بها، وانحرفت بعد ذلك الطائرة عن مسار رحلتها المحدد لمدة أربع دقائق قبل أن يلاحظ مراقبو الحركة الجوية هذه التغييرات في الساعة 08:51 بتوقيت شرق الولايات المتحدة. حاول المراقبون الاتصال بقمرة القيادة عدة مرات ولكن باءت جميع المحاولات بالفشل. أجرى العديد من الركاب وأفراد الطاقم على متن الطائرة مكالمات هاتفية من الطائرة إلى أفراد عائلاتهم دون أن يعلم الخاطفون بذلك، وقدموا معلومات حول الخاطفين والإصابات التي يعاني منها كل من الركاب وطاقم الطائرة.
تحطمت الطائرة في البرج الثاني (البرج الجنوبي) لمركز التجارة العالمي في الساعة 09:03. نُسقت عملية اختطاف الرحلة 175 التي اصطدمت بالبرج الجنوبي لمركز التجارة العالمي مع الرحلة 11 على متن الخطوط الجوية الأمريكية التي اصطدمت بقمة البرج الأول (البرج الشمالي) قبل 17 دقيقة من ذلك. كان تحطم الرحلة 175 في البرج الجنوبي هو التأثير الوحيد الذي شوهد مباشرة على شاشة التلفزيون في جميع أنحاء العالم كما حدث. تسببت النيران والتأثيرات اللاحقة للتحطم في انهيار البرج الجنوبي بعد 56 دقيقة من تحطم الطائرة، ما أدى إلى سقوط مئات الضحايا الإضافيين. استعاد العمال أشلاء ضحايا الرحلة 175 وحددوهم في حين لم يجرِ التعرف على العديد من الأشلاء الأخرى، وذلك في إطار الجهود المبذولة من أجل إصلاح موقع مركز التجارة العالمي.

## الخلفية
قاد مروان الشحي ذو الجنسية الإماراتية فريق خاطفي الرحلة 175 على متن الخطوط الجوية المتحدة. حصل الشحي على رخصة طيار تجاري أثناء تدريبه في جنوب فلوريدا، إلى جانب محمد عطا خاطف الرحلة 11 على متن الخطوط الجوية الأمريكية ومنسق المؤامرة. كان كل من الإماراتي فايز بني حماد والسعوديين حمزة الغامدي وأخيه أحمد الغامدي ومهند الشهري من بين الخاطفين على متن الرحلة 175. اشترى مروان الشحي سكاكين جيب بحجم 4 بوصات من أحد متاجر الأدوات الرياضية في بوينتون بيتش في فلوريدا في 13 أغسطس من عام 2001، بينما اشترى بني حماد مجموعة من المشارط ذات القطعتين من أحد متاجر شركة وول مارت، واشترى حمزة الغامدي سكين ويذرمان ويف متعددة الاستعمالات.
وصل مختطفو الرحلة 175 القادمون من فلوريدا في أوائل سبتمبر 2001 إلى بوسطن. وصل حمزة الغامدي وأحمد الغامدي معًا في 7 سبتمبر واستقرا في فندق تشارلز في كامبريدج في ماساتشوستس. انتقلا في اليوم التالي إلى نزل دايز في بوسطن. انتقل فايز بني حماد إلى جانب مهند الشهري جوًا من فلوريدا إلى بوسطن في 8 سبتمبر، واستقرا في فندق ميلنر في بوسطن. وصل مروان الشحي إلى بوسطن في 9 سبتمبر وبقي في فندق ميلنر أيضًا حيث تشارك الغرفة مع خاطف الرحلة 11 محمد عطا.

## الرحلة

### المركبة الجوية
نفذت طائرة بوينغ 767-200 ذات رقم التسجيل (N612UA) هذه الرحلة. بُنيت الطائرة في عام 1983 وسُلمت فيه، وتمتلك الطائرة سعة تصل إلى 168 راكبًا (10 في الدرجة الأولى، و32 في درجة رجال الأعمال، و126 في الدرجة السياحية). حملت الطائرة 56 راكبًا و9 من أفراد الطاقم فقط في يوم الهجمات، وهو ما يمثل عامل حمولة نسبته 33% وهو أقل بكثير من متوسط عامل الحمولة البالغ 49% في الأشهر الثلاثة التي سبقت هجمات 11 سبتمبر 2001.

### الركاب وطاقم الطائرة (باستثناء الخاطفين)
شمل أعضاء الطاقم التسعة كلًا من الكابتن فيكتور ساراسيني، والمساعد الأول مايكل هوروكس، والمضيفين روبرت فانجمان وإيمي جاريت وإيمي كينغ وكاثرين لابوري وألفريد مارشان ومايكل تارو وأليسيا تيتوس. أما بالنسبة للركاب فقد تضمنت الرحلة –دون ذكر الخاطفين- 35 رجلاً و12 امرأة وثلاثة أطفال كانوا جميعًا تحت سن 5 سنوات، بالإضافة إلى غارنيت «إيس» بيلي مدير مكتشفي المواهب لفريق لوس أنجلوس كينغز، وأحد اللاعبين السابقين في دوري الهوكي الوطني.

### ركوب الطائرة
سجل حمزة الغامدي وأحمد الغامدي خروجهم من الفندق واتصلا بسيارة أجرة لنقلهما إلى مطار لوغان الدولي. وصلا إلى مكتب الخطوط الجوية المتحدة في المبنى (C) في الساعة 06:20 بالتوقيت الشرقي ثم سجل أحمد الغامدي دخوله مع حقيبتين. أشار كلا الخاطفين إلى أنهما يريدان شراء تذاكر، على الرغم من امتلاكهما بالفعل لتذاكر ورقية. واجه كل منهما صعوبة في الإجابة عن الأسئلة الأمنية القياسية، لذلك كرر عميل الشركة الأسئلة ببطء شديد حتى اقتنع بأجوبتهما. سجل الخاطف الطيار مروان الشحي دخوله مع حقيبة واحدة في الساعة 06:45، وسجّل الخاطفان الآخران فايز بني حماد ومهند الشهري دخولهما في الساعة 06:53 إذ أودع بني حماد حقيبتين. لم يختر نظام الفحص المسبق للركاب بمساعدة الحاسوب (CAPPS) أي من الخاطفين للفحص الإضافي.
استقل الشحي والخاطفون الآخرون الرحلة 175 بين الساعة 07:23 و07:28. صعد بني حماد على متن الطائرة أولاً وجلس في الدرجة الأولى في المقعد (2A)، بينما كان مهند الشهري في المقعد (2B). صعد الشحي وأحمد الغامدي على متن الطائرة في الساعة 07:27 وجلسا في مقاعد درجة رجال الأعمال (6C) و(D9) على التتالي. صعد حمزة الغامدي بعد دقيقة واحدة من ذلك وجلس في المقعد (9C).
كان من المقرر أن تقلع الرحلة في تمام الساعة 08:00 متجهةً إلى لوس أنجلوس. صعد واحد وخمسون راكبًا بالإضافة إلى الخاطفين على متن طائرة بوينغ 767 من خلال البوابة 19 للمحطة C. تأجل موعد إقلاع الطائرة في الساعة 07:58 لتقلع بعدها في الساعة 08:14 من المدرج 9، في نفس الوقت الذي اختُطفت فيه الرحلة 11 تقريبًا. وصلت الطائرة إلى ارتفاع 31000 قدم بحلول الساعة 08:33، وهو الارتفاع الذي تبدأ فيه خدمة المقصورة بشكل طبيعي. سأل مراقبو الحركة الجوية طياري الرحلة 175 في الساعة 08:37 عما إذا كان بإمكانهم رؤية الرحلة رقم 11 التابعة لشركة الخطوط الجوية الأمريكية، فردّ الطاقم بأن الرحلة 11 كانت على ارتفاع 29000 قدم، فأمر المراقبون مسؤولي الرحلة 175 بالالتفاف وتجنب طائرة الرحلة 11. صرح الطيارون عن سماعهم لرسالة مشبوهة من الرحلة 11 عند إقلاعها، وأفاد طاقم الرحلة «يبدو أن شخصًا ما ضغط على الميكروفون أمر بأن يبق الجميع في مقاعدهم». كان هذا آخر إرسال من الرحلة 175.

## معرض صور

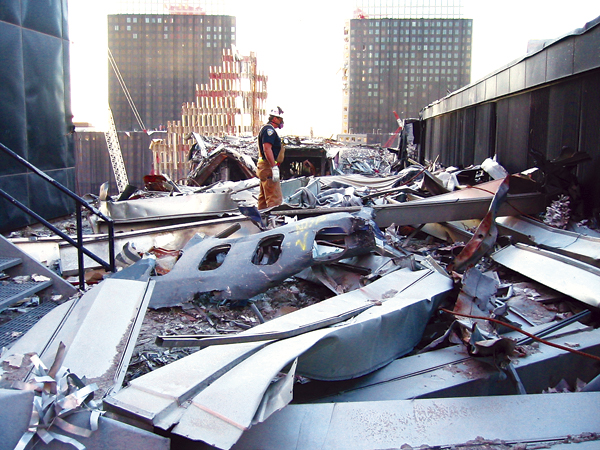
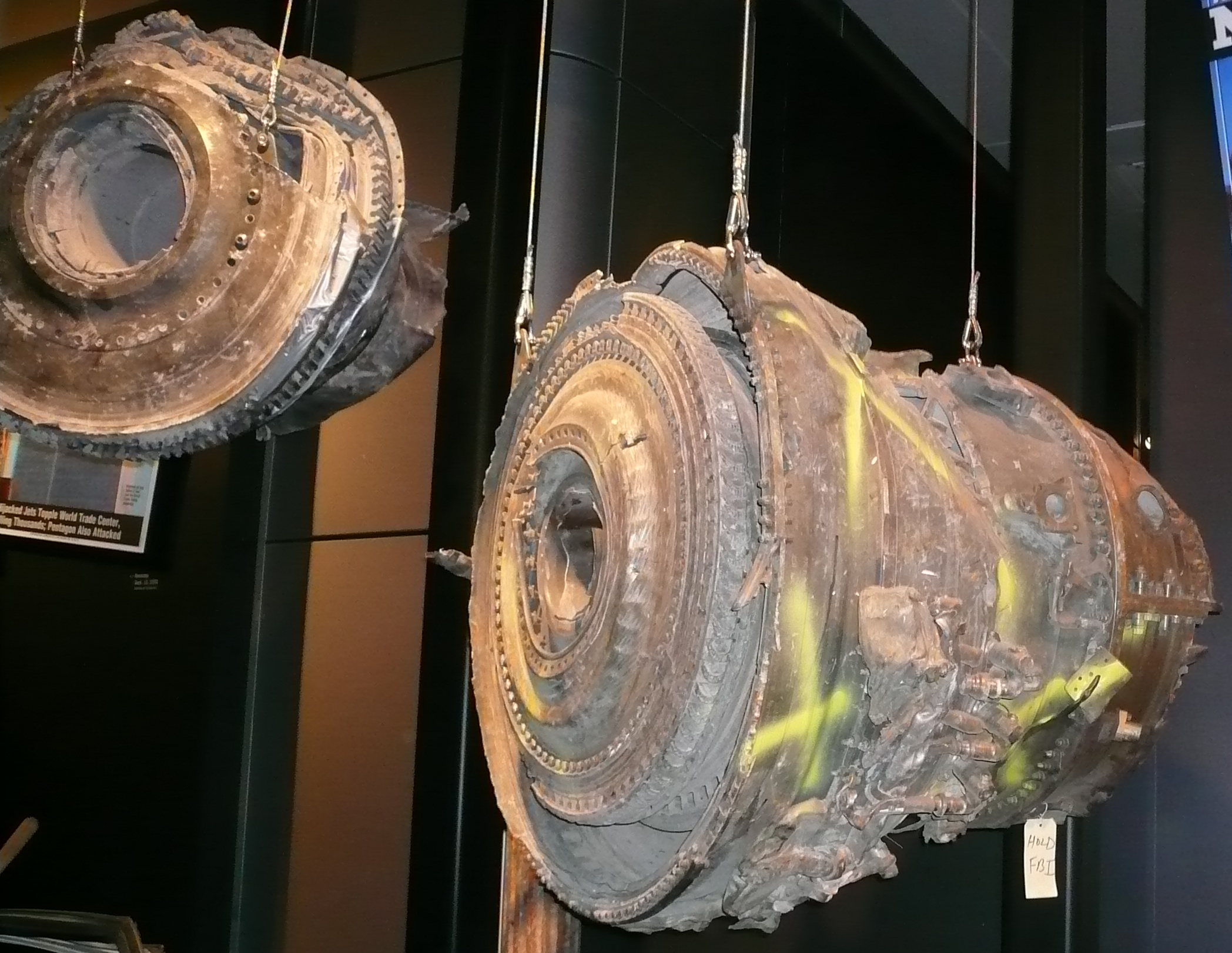
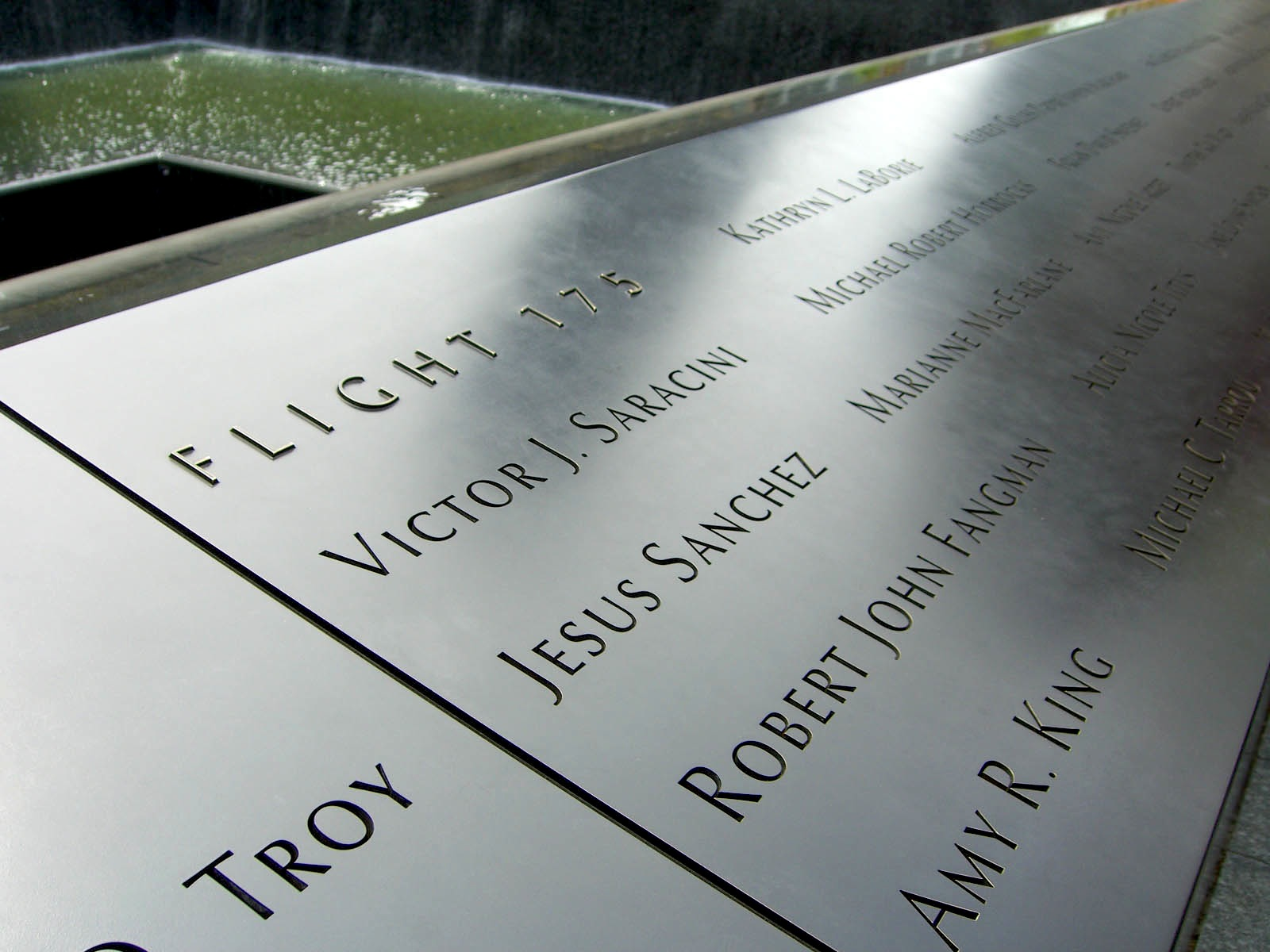

## وصلات خارجية
- التقرير النهائي للجنة 11 سبتمبر
- تقرير NTSB لـ 11 سبمتبر